# Ayfer Tunç
Ayfer Tunç, född 1964 i Adapazarı, är en turkisk författare med examen i statsvetenskap från Istanbuls universitet.
År 1989 deltog hon i Yunus Nadi Short Story Competition som organiserades av dagstidningen Cumhuriyet. Hon vann första pris med sin novell "Saklı" (Gömd). Mellan 1999 och 2004 var hon chefredaktör för Yapı Kredi Publishing.
År 2001 publicerades hennes bok Maniniz Yoksa Annemler Size Gelecek-70’li Yıllarda Hayatımız, som fick mycket positiv kritik och erhöll det balkanska priset International Balkanika Award, vartefter boken översattes till sex språk.

### Utgivet på svenska
- Sagan om herr Aziz (översatt från turkiska av Mats Müllern, Storge, 2010)